# 브이엠 (기업)
브이엠(VM Inc.)은 대한민국의 반도체 기업이다. 본사는 경기도 이천시 마장면 서이천로 58-47에 위치해 있으며 대표이사는 강영수이다.

## 참고문헌
1. ↑  브이엠, HBM 원천기술 '한미반도체 닮은꼴'…6조 식각장비 '게임체인저', 아시아경제, 2024.06.12
2. ↑  브이엠, 임종필 신임 대표이사 선임..."영업력 강화", 아주뉴스, 2024-04-02
3. ↑  브이엠, SK하이닉스 HBM 확대 '최대 수혜'…본격 성장 '주목', 뉴스프라임, 2024.06.11